# Farángi Oreinoú
Farángi Oreinoú är en ravin i Grekland.   Den ligger i regionen Kreta, i den sydöstra delen av landet, 400 km sydost om huvudstaden Aten. Farángi Oreinoú ligger 374 meter över havet.
Terrängen runt Farángi Oreinoú är kuperad åt sydost, men åt nordväst är den bergig. Havet är nära Farángi Oreinoú söderut. Runt Farángi Oreinoú är det ganska glesbefolkat, med 24 invånare per kvadratkilometer. Närmaste större samhälle är Ierapetra, 16,9 km väster om Farángi Oreinoú. 